# StarCraft: Brood War
A StarCraft: Brood War a nagy sikerű valós idejű stratégiai játék, a StarCraft hivatalos kiegészítő csomagja. 1998. november 30-án jelent meg PC-re és Mac OS X-re, a fejlesztését a Sapphire és a Blizzard Entertainment közösen végezte. Új hadjáratokat, zenét és számos új egységet tartalmazott mindhárom faj számára. A történet a StarCraft eseményi után játszódik, a 2010-ben megjelent StarCraft II pedig a Brood War eseményeit folytatja.
A kiegészítő pozitív kritikákat kapott, számos kritikus szerint teljes játékhoz hasonló gondossággal lett fejlesztve, nem csupán egy unalmas extra lett. 2005-ig összesen kilenc millió darab kelt el a StarCraftból és a Brood Warból, 2006 júniusáig ez a szám fél millióval növekedett, 2007. május 31-ére pedig már majdnem elérte a tízmilliós határt.
A játék különösen népszerű Dél-Koreában, ahol professzionális játékosok és csapatok mérkőznek egymással, televíziós közvetítésekben is.

## Játékmenet
További információkért lásd a StarCraft játékmenet című fejezetét.
A Brood War játékmenete lényegében nem változott a StarCraftéhoz képest, csupán néhány finomhangolást végeztek az egységek ára és képességeik terén, továbbra is megtartva így a fajok közötti egyensúlyt, valamint új stratégiákat biztosítva. Ezek a látszólag apró módosítások azért történtek, hogy csökkentsék a lerohanás (rush) használhatóságát, így kényszerítve a játékosokat arra, hogy összetett csapatokat használjanak a különböző egységek ellen. Az egyjátékos küldetések is nehezebbek lettek: a küldetések már nem annyira egyhangúak, így a játékos által használt taktikákhoz sokkal nagyobb stratégia kell. Ezen túl a mesterséges intelligencia is fokozva lett, az ellenséges csapatok okosabbak, és taktikáikat sokkal hatásosabban használják.
A kiegészítő csomag számos új egységet hozott be: mindhárom faj kapott egy légi ellen támadó légi egységet, valamint egy szárazföldi egységet egyedi képességekkel. A terranok kapták az orvost (Medic), a zerg kapta a földbe ásás után támadni képes egységet (lurker), míg a protoss számára lehetővé tették az eredeti játékból már megismert sötét papok (Dark Templar) gyártását, melyekből egy, számos képességgel rendelkező dark arkhón készíthető.
A StarCrafthoz hasonlóan a Brood Warhoz is elérhető egy bemutató hadjárat - az Enslavers: Dark Vengeance -, ami demonstrálja a saját küldetéssorozat készítésének lehetőségeit. Története egy szélhámos sötét papot, Ulrezajt követi, aki el akarja távolítani a Khalai protossokat szülőhazájáról, a Shakurasról, valamint a játékost megszemélyesítő Zeratult, aki arra törekszik, hogy megállítsa őt. A hadjárat nem lett a kiadáshoz mellékelve, külön kell letölteni a Battle.net-ről.

## Történet
|  | Alább a cselekmény részletei következnek! |

A történet ott folytatódik, ahol a StarCraft abbamaradt; Tassadar önfeláldozása révén elpusztult az Aiur felszínén található Központi Tudat. A Tudat nélkül maradt Zergek elszabadulnak, és válogatás nélkül gyilkolni kezdenek az egész Koprulu szektoron keresztül. A Zergen túl a túlélő terranoknak és a Zeratul által vezetett protossoknak még az Egyesült Földi Tanács támadását is túl kell élniük, akik úgy döntöttek, hogy cselekednek, miután felfedezték az idegen életet. A Tanács a StarCraft első epizódja során megalakult, Arcturus Mengsk császár által kormányzott Domínium szétrombolásával kezdi küldetését. Eközben Mengsk korábbi hadnagya, Sarah Kerrigan – akit feláldozott a zergnek a hatalomra jutása érdekében –, felszabadulva a Központi Tudat befolyása alól, elkezdi saját egyeduralmának kialakítását.

### Protoss hadjárat
Tassadar önfeláldozása ellenére a zergek még mindig tömegesen jönnek Aiur felé. A játékost megszemélyesítő új protoss flottaparancsnok Artanis praetor, Aldaris és Zeratul segítségével a túlélők menekítésén dolgozik. A Shakuras bolygóra tartanak az Aldaris által korábban megnyitott teleport kapun keresztül. Jim Raynor és Fenix, akik hátramaradtak, nem tudják megakadályozni, hogy néhány zerg át ne jusson a kapun. A sötét papok matriachája, Raszagal informálja a túlélőket a Xel’naga templomról, amely ereje képes lehet kiirtani a zerget a bolygó felszínéről. Kénytelenek együttműködni Kerrigannel, aki elmondja, hogy egy új Központi Tudat növekszik a Charon. A játékos csatlakozik Zeratul és Artanis mellé, hogy megszerezzék a templom aktiválásához szükséges két kristályt (Uraj (Urazs) és Khalis) a chari zergektől és a Braxison uralkodó Domíniumtól. Visszatérésük után kiderül, hogy Aldaris nem bízott meg Kerriganben, ezért nyíltan felkelést indított a sötét papok ellen. Ezt leverték, miután Kerrigan megölte őt, aki felfedi, hogy az volt a célja, hogy elpusztítsa a Shakurason lévő elszabadult zergeket, így megszerezve a többi feletti irányítást, majd elhagyja a bolygót. Annak tudatában, hogy a templom beindításával Kerrigan céljait teljesítik, és más választás híján beindítják a templomot, eltörölve a Zergeket a bolygó felszínéről.

### Terran hadjárat
Az ötödik epizódban a játékos az Egyesült Földi Tanács (U.E.D) expedíciós csapatának parancsnoka, amit Gerard DuGalle és Alexei Stukov vezetésével a Koprulu szektorba küldtek. A kezdeti küldetések sikerrel végződnek, ezek egyikén találkoznak Samir Durannal, akit Stukov tanácsadónak fogad fel. A Tanács hamar felfedezi a konföderációs központban, a Tarsonison található pszi zavarót. Duran ráveszi DuGalle admirálist, hogy pusztítsák el ezt a zerg elleni fegyvert, azonban Stukov csapatai felváltják őt az utolsó pillanatban. Az EFT ezután a Korhal IV felé veszi az irányt, ahol Arcturus Mengsk csapatai felett döntő győzelmet aratnak. Mengsket azonban elmenekíti Aiurra Jim Raynor egy protoss flotta segítségével. Az U.E.D flottának sikerül követni őket, de amikor Duran utasításaival leállnak az idegen erők követésével, letámadja őket egy hatalmas zerg csapat, így Mengsk ismét elmenekül. Elborzadva Duran tettein és látva DuGalle vonakodását az árulással kapcsolatban, Stukov egy kontingessel Braxisra megy, ahol újraépítteti a pszi zavarót. Duran bebeszéli DuGalle-nak, hogy Stukov szabotálni akarja az U.E.D küldetését, így megöli őt. DuGalle Stukov utolsó szavaiból tudja meg, hogy a Sarah Kerrigan oldalán álló Duran az igazi ellenség. Durannak nem sikerül végül a zavaró elpusztítása, ezért elmenekül. A pszi zavaró és nyugtatók felhasználásával átveszik a Charon növekvő Központi Tudat feletti irányítást.

### Zerg hadjárat
A Brood War befejező epizódjában a játékos egy Sarah Kerrigan által vezérelt irányító szerepébe kerül. Mivel első számú feladatuk a pszi zavaró elpusztítása, ezért Kerrigan és Samir Duran kénytelen alkut kötni Jim Raynorral, Fenixszel, és Arcturus Mengsk-kel. A megállapodás részeként Kerrigan teljes támadást indít a Korhal ellen, gyorsan megtörve az Egyesült Földi Tanács bolygó feletti uralmát, majd nem sokkal ezután „szövetségesei” ellen fordul, elpusztítva a domíniumi csapatok nagy részét, valamit megölve Fenix-szet és Edmund Duke-ot. Kerrigan és Duran Shakurasra utazik, ahol elrabolják Raszagalt, akit arra használnak, hogy megzsarolják Zeratult a chari Központi Tudat elpusztításával, így az összes zerg Kerrigan irányítása alá kerül. Zeratul megpróbálja megmenteni Raszagalt, de kénytelen lesz megölni szeretett vezetőjét, miután rájön, hogy Kerrigan visszafordíthatatlan agymosást végzett rajta. Miután Zeratul elhagyja a bolygót, Artanis megkeresésére koncentrált és felfedezte egy, Duran által irányított genetikai gyárat, ahol Kerrigan tudta nélkül protoss-zerg hibrideket fejlesztenek. Ugyanakkor Kerrigant megtámadja a Domínium, az U.E.D és Artanis bosszúszomjas flottája. Mivel túlerőben vannak, a zergek elpusztítják mind a három flottát, megsemmisíti az utolsó földi expedíciós seregeket is, így Kerrigan lesz a szektor úrnője.

## Új egységek
a Terranoknál:
- Valkűr (Valkyrie) – Nyolc darab H.A.L.O. osztályú rakéta kilövésére alkalmas légi egység, mely csak légi célpontokat képes sebezni.
- Orvos; Szanitéc (Medic) – Képes meggyógyítani a sérült gyalogsági erőket és a SVC-ket, semlegesíteni bizonyos képességek hatását (például Lockdown, Plague, Parasite). Fegyvere nincs, csak fénygránátot dobhat egy célpontra, hogy a megvakított támadója elől el tudjon menekülni.

a Zergeknél
- Sorvasztó (Devourer) – Légi egység, a Mutalisk egyik formája. Lassan és csak légi egységeket képes támadni, de savas spórái meglehetősen pusztítóak és minél többször köpködi le az ellenséget, annál lassabbá válik a célpont támadása és gyorsasága.
- Rejtőzködő (Lurker) – A Hydralisk egyik formája. Csak föld alól képes támadni, viszont ekkor tüskéi több egységet is sebezhetnek egy vonalban. Föld felszín felett teljesen védtelen.

a Protossoknál
- Sötét Pap (Dark Templar) – Zeratul-hoz hasonlóan láthatatlan, közelharcos földi támadó egység. Két Sötét Pap összeolvadásával jön létre a félelmetes Dark Archon (Sötét Arkhón).
- Sötét Arkhón (Dark Archon) – Támadni ugyan nem tud és elvesztette egykori láthatatlanságát is, de a Főpaphoz (High Templar) hasonlóan erős pszi hatalommal rendelkezik. Képes az ellenség energiáját elégetni és ezzel az egységet súlyosan megsebesíteni, vagy akár el is pusztítani, örvényt idézve fogva tartani vagy akár teljesen az irányítása alá keríteni.
- Cirkáló (Corsair) – Légi egység, mely csak más légi egységekre jelent veszélyt, de képes elekto-magnetikus rakétát is kilőni, így az becsapódáskor keletkezett vakító fehér köddel megakadályozhatja bizonyos egységek és védelmi épületek támadását.

## Kritikák
| Kritikák                                   | Kritikák |
| ------------------------------------------ | -------- |
| Kiadvány                                   | Pontszám |
| The Cincinnati Enquirer                    | 3.4/4    |
| Game Revolution                            | B-       |
| GameSpot                                   | 9.1/10   |
| IGN                                        | 8/10     |
| MobyGames                                  | 87%      |
| PC Zone                                    | 8.9/10   |
| Computer Gaming World                      | 5/5      |
| Több kritikát tartalmazó összeállítások    |          |
| Összeállítás                               | Pontszám |
| Game Rankings                              | 96%      |
| Díjak                                      |          |
| Az év kiegészítője - Computer Gaming World |          |
| Legjobb kiegészítő csomag - GameSpot       |          |

A StarCraft: Brood War általában pozitív kritikákat kapott. A PC Zone magazin a következőt írta a játékról: „mindenképpen megérte várni”. Dicsérték az új egységeket és az egyensúly fenntartásáért végzett munkát. A kritika azt is megjegyezte, hogy a hadjáratok végén található videók „inkább a történet részei, és nem utógondolatok”.
Az IGN „gondosan megtervezett” kiegészítőnek tartotta a Brood Wart, „tele olyan új képességekkel, amelyek még a legkényesebb játékosokat is kielégítik”. Habár azt állították, hogy „elég gazdagítani az alapjátékot a sajátosság megőrzéséhez”, aggodalmukat fejezték ki a nehézséggel kapcsolatban: „A Brood War nehézsége nagyságrendekkel nagyobb, mint a StarCrafté. A játékosnak alig lesz ideje megismerni az új egységeket, mielőtt az ellenség teljes támadást indít ellene.” Továbbá a történetet „ellenállhatatlannak”, a többjátékos módot pedig a játék „egyik legjobb részének” találták. Végül az egész kiegészítőt „bámulatosként” osztályozták.